# Maine coon mačka
Maine coon mačka jedna je od najvećih pasmina domaće mačke, poznata po svojoj inteligenciji i razigranosti, kao i po specifičnom fizičkom izgledu. Ova vrsta je jedna od najstarijih prirodnih vrsta u Sjevernoj Americi, a često je zovu i "nježni div." 

## Porijeklo
U 17. i 18. stoljeću, domaće mačke dovedene iz Europe suočavale su se s hladnijim zimama u Novoj Engleskoj, ali su jedino najsnažnije preživljavale. Prirodno se razmnožavajući, rakunske mačke su se razvile u velike mačke, otpornog krzna i građe. 
O porijeklu vrste i njezina imena postoji nekoliko priča. Jedna je da se domaća mačka puštena u divljinu Mainea križala s rakunom i tako stvorila potomke s karakteristikama rakunske mačke. Iako nemoguć prema biologiji, ovaj mit, zbog čupavog repa i boje slične rakunu možda je doveo do stvaranja imena rakunska mačka. Druge su priče je da je nazvana prema kapetanu Coonu koji je zaslužan za dolazak mačaka na obalu Mainea ili da je vrsta nastala od šest mačaka Marije Antoanete koja ih je poslala u Wiscasset, Maine kad je planirala bijeg iz Francuske za vrijeme revolucije. 
Kako bilo, danas mnogi uzgajivači vjeruju da je vrsta nastala križanjem postojeće kratkodlake domaće mačke i dugodlake, možda tipa angora koju su donijeli mornari iz Nove Engleske ili koju su u Ameriku donijeli Vikinzi. Rakunska mačka sliči objema vrstama, norveškoj i sibirskoj. 

## Karakteristike
Maine coon su vrlo velike i snažne mačke. Prosječna težina ženke je 4 - 6 kg, a mužjaka 6 - 9 kg. Iako postoje i veći primjerci, relativno su rijetki oni mužjaci koji teže preko 10 kilograma. Mužjak može narasti na dužinu od 1 metra, a najveći rekord dužine je 123 cm. Dosezanje konačne veličine često traje dulje nego kod ostalih mačaka, uglavnom oko 4 do 5 godina. 
Najčešća boja krzna je smeđa sa šarama, premda ih ima u svim bojama. Boja očiju također varira. Uglavnom su zelene, zeleno-zlatne ili zlatne. Plave oči i varijante s jednim plavim, a drugim zlatnim okom moguće su kod mačaka s bijelim krznom.
Imaju srednje dugo, gusto krzno s dugim dlakama na prsima poput lavlje grive. Krzno se sastoji od dva sloja i jako je mekano. Dulje dlake na stražnjem dijelu šapa i između prstiju pomažu im u očuvanju topline. Također, imaju čupav rep, široku glavu, četvrtastu njušku, dok su uši ukrašene čupercima krzna. Većina Maine coon mačaka održava svoje krzno i bez pomoći čovjeka, ali za poboljšanje kvalitete dlake preporuča se četkanje barem jednom tjedno.

## Ponašanje
Maine coon mačke se odlikuju inteligencijom i razigranošću. Kao posljedica čestog korištenja prednjih šapa, lako će naučiti otvarati vrata ormarića, okretati slavinu ili uzimati manje stvari. Neke rakunske mačke radije će jesti iz šapa nego iz zdjelice. Rijetko jedu same i više preferiraju jesti u društvu drugih mačaka i čovjeka.
Po svom ponašanju slične su psu. Donošenje stvari im je najdraža igra. Kao i psi, donijet će svoju igračku, spustiti je ispred vlasnika i čekati da je vlasnik baci. Vrlo su privržene i često prate ljude u obavljanju svakodnevnih poslova.

## Vanjske poveznice
- Savez felinoloških društava Hrvatske, Maine coon  Arhivirana inačica izvorne stranice od 17. studenoga 2007. (Wayback Machine)

- PawPeds Maine Coon, stranica za uzgajivače,en.

- Hunter's Enigma

- [neaktivna poveznica]